# OR1E1
Olfaktorni receptor 1E1 je protein koji je kod ljudi kodiran OR1E1 genom.
Olfaktorni receptori formiraju interakcije sa molekulima mirisa u nosu, čime se inicira neuronski respons koji izaziva percepciju mirisa. Oni su odgovorni za prepoznavanje i G proteinima posredovanu transdukciju mirisnih signala. Proteini olfaktornih receptora su članovi velike familije G protein spregnutih receptora (GPCR). Poput mnogih receptora za neurotransmitere i hormone, olfaktorni receptori imaju strukturu 7-transmembranskog domena. Oni su kodirani genima sa jednim eksonom. Geni olfaktornih receptora su najveća familija genoma. Nomenklatura gena i proteina olfaktornih receptora je nezavisna od drugih organizama.

## Literatura
- Rouquier S; Taviaux S; Trask BJ;  . (1998). „Distribution of olfactory receptor genes in the human genome”. Nat. Genet. 18 (3): 243—50. PMID 9500546. doi:10.1038/ng0398-243.
- Glusman G; Sosinsky A; Ben-Asher E;  . (2000). „Sequence, structure, and evolution of a complete human olfactory receptor gene cluster”. Genomics. 63 (2): 227—45. PMID 10673334. doi:10.1006/geno.1999.6030.
- Rouquier S, Blancher A, Giorgi D (2000). „The olfactory receptor gene repertoire in primates and mouse: evidence for reduction of the functional fraction in primates”. Proc. Natl. Acad. Sci. U.S.A. 97 (6): 2870—4. PMC 16022 . PMID 10706615. doi:10.1073/pnas.040580197.
- Fuchs T; Malecova B; Linhart C;  . (2003). „DEFOG: a practical scheme for deciphering families of genes”. Genomics. 80 (3): 295—302. PMID 12213199. doi:10.1006/geno.2002.6830.
- Malnic B, Godfrey PA, Buck LB (2004). „The human olfactory receptor gene family”. Proc. Natl. Acad. Sci. U.S.A. 101 (8): 2584—9. PMC 356993 . PMID 14983052. doi:10.1073/pnas.0307882100.

## Spoljašnje veze
- OR1E1+protein,+human на 